# Trypanosyllis gemmulifera
Trypanosyllis gemmulifera är en ringmaskart som beskrevs av Augener 1918. Trypanosyllis gemmulifera ingår i släktet Trypanosyllis och familjen Syllidae. Inga underarter finns listade i Catalogue of Life.